# Shana (Vorname)
Shana (jiddisch: שײנאַ) ist ein weiblicher Vorname.

## Herkunft und Bedeutung
Der im Jiddischen verwendete Vorname ist eine alternative Transkription des jiddischen שײנאַ (Shayna). Dieser Name ist aus dem Jiddischen שײן (shein) abgeleitet und bedeutet schön. Varianten sind Shaina, Shayna, Shaynah und Sheine, eine Verkleinerungsform lautet Shaindel.
Im Englischen ist es eine Variante von Shanna, der wiederum wahrscheinlich die weibliche Form von Shannon ist. Varianten sind Shanna, Shannen, Shanon und Shannah.

## Bekannte Namensträgerinnen
- Shana Alexander (1925–2005), US-amerikanische Journalistin
- Shana Cox (* 1985), britisch-US-amerikanische Sprinterin
- Shana Feste (* 1976), US-amerikanische Regisseurin und Drehbuchautorin